# TNTZ
TNTZ o gum metal, en anglès, és un aliatge de titani (beta) amb alta elasticitat formada per una estructura cúbica centrada en el cos (BCC). S'anomena TNTZ per la seva composició: titani Nb terbi Zr. Aquest aliatge després d'estar sotmès a condicions de treballs molt fredes presenta unes propietats extraordinàries: alta elasticitat, plasticitat, baix mòdul elàstic, resistència alta, ductilitat i un comportament de deformació peculiar. Deforma elàsticament fins que s'aproxima a la força de tracció ideal. No cedeix fins que la tensió aplicada s'aproxima a la força ideal i es deforma per mecanismes que no impliquen dislocacions cristal·lines convencionals. A més de les aplicacions ja comercialitzats com muntures d'ulleres i cargols de precisió, es considera el Gum Metal aplicable en una àmplia gamma de peces d'automòbils, equips mèdics, articles esportius, materials de decoració, la indústria aeroespacial, etc..

## Història
El laboratori d'investigació i desenvolupament de Toyota (I+D) a l'abril de 2003 Takashi Saito i altres treballadors, van anunciar la invenció d'un aliatge multifuncional de components: Ti 23, Nb 0.7, Ta 2, Zr 1,2 O. Aquest nou aliatge era un combinació sorprenent, presenta una combinació d'un mòdul elàstic molt baix i una alta resistència. Aquestes característiques apareixien després d'estar sotmès a condicions de treballs molt fredes. Aquests aliatges van ser dissenyats per tenir un mòdul de cisallament de gairebé zero. Va ser produïda per primer cop en forma de filferro per Toyota i després va esdevenir forma de làmina a través d'un projecte amb la col·laboració de Simtech.

## Propietats
- Elasticitat
- Plasticitat (a temperatura ambient)
- Mòdul elàstic o mòdul de Young baix (60/70GPa)
- Alta resistència (més de 1.100 MPa)
- Alta deformació elàstica (2,5%) en comparació amb els materials metàl·lics
- Coeficient elàstic no constant, deformació elàstica no lineal
- Natura plàstica que permet treballar en fred 99,9%
- Mòdul de constant elàstica des de -200 °C i 250 °C

Aquestes propietats s'obtenen després de treballar amb el material en fred.